# Azurik: Rise of Perathia
Azurik: Rise of Perathia est un jeu vidéo d'action-aventure développé par Adrenium Games et édité par Microsoft Game Studios, sorti en Europe en 2002 sur Xbox. Le joueur y incarne le jeune Azurik, qui « doit apprendre à contrôler les éléments » pour « rétablir l'équilibre de l'univers. »

## Accueil
- Jeux vidéo Magazine : 8/20[2]